# Freya Godfrey
Freya Godfrey (Essex, 7 mei 2005) is een voetbalspeelster uit Engeland. Ze speelt als middenvelder voor London City Lionesses in de Super League.

## Clubcarrière
Godfrey begon haar carrière bij  Essex FA's Regional Talent Club voordat ze overstapte naar de jeugdopleiding van Arsenal WFC. Ze wist voor een van de jeugdteams van de Londense club dertien keer tot scoren te komen in achttien wedstrijden in de WSL Academy League.
Arsenal WFC leende Godfrey uit aan Ipswich Town. Voor deze club maakte ze onder andere het winnende doelpunt in de laatste wedstrijd van het seizoen tegen Oxford United.
Op 11 mei 2023 maakte Godfrey haar debuut in de Super League in een wedstrijd tegen Brighton & Hove Albion.
In het seizoen 2023-2024 verhuurde Arsenal Godfrey aan Charlton Athletic waarmee ze uitkwam in het Championship. Tegelijkertijd volgde een contractverlenging bij Arsenal. In de tweede helft van het seizoen 2024/25 volgde een nieuwe verhuurbeurt aan London City Lionesses.
Op 23 juli 2025 maakte Godfrey de permanente overstap naar London City Lionesses, waar ze een driejarig contract tekende.

## Statistieken
| Seizoen | Club                  | Land     | Competitie              | Wedstrijden | Doelpunten |
| ------- | --------------------- | -------- | ----------------------- | ----------- | ---------- |
| 2022/23 | Arsenal WFC           | Engeland | FA Women's Super League | 2           | 0          |
| 2023/24 | Charlton Athletic     | Engeland | FA Women's Championship | 16          | 0          |
| 2024/25 | London City Lionesses | Engeland | Championship            | 8           | 0          |
| 2025/26 | London City Lionesses | Engeland | Super League            | 0           | 0          |
| Totaal  | Totaal                | Totaal   | Totaal                  | 24          | 0          |

Laatste update: 23 juli 2025

## Interlandcarrière
Godfrey kwam als jeugdinternational uit voor het Engeland- 19 en  Engeland- 23.